# Chlebnice
Chlebnice ist eine Gemeinde in der nördlichen Mittelslowakei  mit 1619 Einwohnern (Stand 31. Dezember 2024), die im Okres Dolný Kubín innerhalb des Žilinský kraj und zugleich in der traditionellen Landschaft Orava liegt.

## Geographie
Die Gemeinde befindet sich unterhalb des Berglands Skorušinské vrchy am Bach Chlebnický potok, der zum Einzugsgebiet der Orava gehört. Das Ortszentrum liegt auf einer Höhe von 594 m n.m. und ist 21 Kilometer von Dolný Kubín entfernt.

## Geschichte

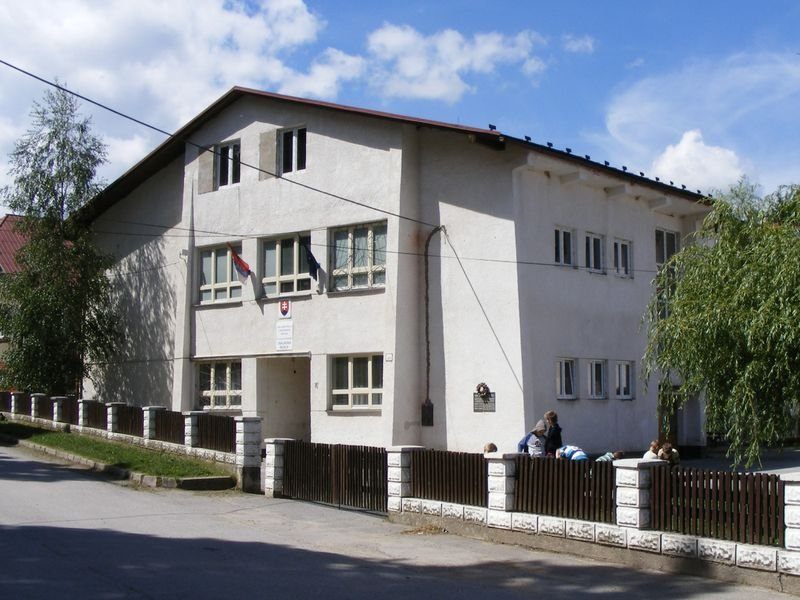
Grundschule in Chlebnice

Der Ort wurde etwa in der Mitte des 16. Jahrhunderts nach Walachischem Recht gegründet und gehörte zum Herrschaftsgut der Arwaburg. Die ersten Einwohner kamen aus dem benachbarten Dorf Dlhá nad Oravou. Namentlich ist das Dorf 1564 als Chlewanica erstmals schriftlich erwähnt. 1629 baute man eine Holzkirche, die 1763–67 von einer gemauerten Kirche ersetzt wurde. 1778 zählte man 526 Einwohner und 1828 153 Häuser und 1035 Einwohner.
Bis 1918 gehörte der im Komitat Arwa liegende Ort zum Königreich Ungarn und kam danach zur Tschechoslowakei beziehungsweise zur heutigen  Slowakei.

## Bevölkerung
| Jahr                | 1994 | 2004    | 2014    | 2024    |
| ------------------- | ---- | ------- | ------- | ------- |
| Anzahl der Personen | 1479 | 1598    | 1612    | 1619    |
| Unterschied         |      | +8,04 % | +0,87 % | +0,43 % |

| Jahr                | 2023 | 2024    |
| ------------------- | ---- | ------- |
| Anzahl der Personen | 1622 | 1619    |
| Unterschied         |      | −0,18 % |

Gemäß der Volkszählung 2011 wohnten in Chlebnice 1587 Einwohner, davon 1573 Slowaken und drei Tschechen; zwei Einwohner waren anderer Ethnie. Neun Einwohner machten keine Angabe. 1562 Einwohner gehörten  zur römisch-katholischen Kirche, fünf Einwohner bekannten sich zur evangelischen Kirche A. B. und zwei Einwohner zur tschechoslowakisch-hussitischen Kirche. 64 Einwohner waren konfessionslos und bei 29 Einwohnern ist die Konfession nicht ermittelt.

## Bauwerke
- römisch-katholische Mariä-Himmelfahrt-Kirche im barocken Stil
- Kapelle aus dem 19. Jahrhundert